# Psychokardiologie
Psychokardiologie ist eine Spezialdisziplin der Humanmedizin, die sich mit dem wechselseitigen Zusammenhang zwischen psychischen Faktoren und Herzerkrankungen befasst. Sie beschreibt also die Wechselwirkung zwischen Herz und Psyche, die Schnittstelle zwischen Psychosomatik und Kardiologie. Psychologische Psychotherapeuten (Facharztstatus) und Ärzte können eine Weiterbildung zum "Psychokardiologen " machen.
Neuere epidemiologische Studien belegen, dass unabhängig von den bekannten Risikofaktoren wie Rauchen, Diabetes mellitus, Bluthochdruck oder Fettstoffwechselstörungen ein Zusammenhang zwischen bestimmten psychischen Erkrankungen einerseits und bestimmten Erkrankungen des Herzens besteht.
So haben an Depressionen erkrankte Menschen im Vergleich zu psychisch Gesunden mit ansonsten gleichem kardiovaskulärem Risikoprofil ein erheblich erhöhtes Risiko, an Verengungen der Herzkranzgefäße (Koronare Herzkrankheit, KHK) oder auch an einem Herzinfarkt zu erkranken. Auch haben Depressionen einen negativen Einfluss auf den Verlauf bereits bestehender Herz-Kreislauf-Erkrankungen. Des Weiteren konnte gezeigt werden, dass ein chronisch erhöhtes Anspannungsniveau bei Männern einen Risikofaktor für das Auftreten einer bestimmten Herzrhythmusstörung (Vorhofflimmern) darstellt. Angsterkrankungen erhöhen bei Männern und Frauen die Sterblichkeit insgesamt. Erste biologische Erklärungsmodelle für diese Befunde liegen vor und beziehen sich auf veränderte Hormonspiegel bei psychischen Erkrankungen (vor allem das Cortisol und das Noradrenalin betreffend); daneben ist aber auch klar, dass depressive Menschen sich weniger um ihre Herzgesundheit kümmern können als psychisch Gesunde.
Daraus folgt, dass Depressionen und Angsterkrankungen auch als Risikofaktor für Herzerkrankungen wie z. B. die KHK behandelt werden. Speziell die koronare Herzkrankheit hat in Verbindung mit einer Depression mehr denn je als eine psychosomatische Erkrankung zu gelten, also als eine Krankheit, in der psychische und körperliche Faktoren in der Entstehung und im Verlauf zusammen spielen.

## Psychosoziale Komponenten
Bei vielen organischen Erkrankungen beeinflussen psychische Faktoren in unterschiedlichem Ausmaß die Entstehung, Intensität und Aufrechterhaltung der Symptomatik. Es gibt zahlreiche chronische psychosoziale Faktoren, die als mitverursachend für Herz-Kreislauf-Erkrankungen gelten.

## Therapie
Dies hat Konsequenzen für die Therapie. So sind beispielsweise im Gesamtbehandlungsplan von Patienten mit koronarer Herzkrankheit und depressiver Störung unter psychokardiologischer Perspektive folgende Punkte zu berücksichtigen:
- die Erhebung der Krankheitsgeschichte muss die Befragung nach psychischen Problemen einschließen,
- ein aktueller psychischer Befund ist zu erheben,
- psychoedukative Maßnahmen, d. h. Information der Betroffenen zu den psychisch relevanten Faktoren,
- Training in Stressbewältigung, Aktivierung von psychischen Schutzfaktoren, psychologische Aspekte der Gewichtsreduktion u. v. m.,
- die Optimierung der medikamentösen Behandlung schließt im gegebenen Fall auch eine antidepressive Medikation ein,
- Ernährungsberatung (z. B. hinsichtlich der Fette),
- Sporttherapie (ggf. mit Monitorüberwachung) mit ausführlicher Information über optimale Trainingsbelastungen, Erlernen eines Ausdauersports,
- Gewichtsreduktion
- Optimierung der Blutdruck- und ggf. Blutzuckereinstellung,
- physikalische Therapie einschließlich Krankengymnastik,
- Einzelfallangepasstes Entspannungstraining (Auswahl aus einer Vielzahl von Methoden möglich),
- je nach Indikation Einzel- oder Gruppenpsychotherapie.

Ein solcher Gesamtbehandlungsplan kann entweder ambulant oder im Rahmen einer stationären Behandlung, z. B. einer kardiologischen Anschlussheilbehandlung, etabliert werden. Am besten kann aus bisherigem Forschungsstand eine Therapie wirken, die aus der Kooperation zwischen Kardiologe, Hausarzt und Psychotherapeuten besteht. Es ist sehr wichtig, dass diese Kooperation funktioniert, da sich körperliche und psychische Faktoren gegenseitig beeinflussen können. Somit wäre eine einseitige Behandlung nicht zielorientiert.

## Stationäre Behandlung
Herzerkrankungen und begleitende körperliche Symptome und psychische Beeinträchtigungen können so stark ausgeprägt sein, dass ambulante Behandlungen nicht ausreichen oder nicht regelmäßig aufgesucht werden können. „Eine in schweren oder akuten Fällen notwendige stationäre psychokardiologische Behandlung wird in Deutschland bislang nur kaum angeboten“, heißt es in einer Pressemitteilung der Universitätsmedizin Göttingen. Im Herzzentrum der Universitätsmedizin Göttingen wurde 2009 eine der ersten psychokardiologischen Stationen in Deutschland eingerichtet.